# Бельтран, Карлос Фелипе
Карлос Фелипе Бельтран (исп. Carlos Felipe Beltrán; 1816, Окури, Потоси, Боливия — 1898, Оруро, Боливия) — боливийский священник, языковед, издатель и поэт, писал на испанском и кечуа.

## Биография
Боливийский метис, родился в департаменте Потоси в 1816 году, на завершающем этапе колониального господства.
Получил хорошее образование — начальное в родном городе, затем переехал в Оруро, где продолжил обучение. Уже в семинарии Сан-Кристобаль (Сукре) он закончил изучение права и теологии, в конце концов получив степень доктора теологии.
В 1845 году он был рукоположен в священники и работал помощником приходского священника в разных церквах епархии Чукисака (бывшее название города Сукре) — экономически отсталой местности с преобладанием коренного населения.
Спустя 9 лет, в 1854 году, К. Ф. Бельтран достиг должности приходского священника, занимая её в разных местах этого же региона до самой смерти.
Сотрудничал с античилийским правительством Илариона Дасы (1840—1894) как член Учредительного собрания и заместитель депутата от своей провинции.
В 1872 году Карлос Фелипе Бельтран специально приобрёл типографию в США с отчеканенными шрифтами для публикации своих исследований о языках кечуа и аймара.
Умер в 1898 году в Оруро (Уруру на языках коренных народов).

## Творчество
Карлос Фелипе Бельтран является автором стихов как на испанском, так и на языке кечуа. Кечуанская поэзия Бельтрана отлична от народной, носит явные признаки индивидуального стиля.
Кроме поэтических произведений о тяжёлом положении коренных народов Боливии, Бельтран оставил большое количество исследований их языков: кечуа и аймара.